# Anisaedus levii
Anisaedus levii är en spindelart som beskrevs av Arthur M. Chickering 1966. Anisaedus levii ingår i släktet Anisaedus och familjen Palpimanidae. Inga underarter finns listade i Catalogue of Life.